# Mukryan
Mukryan (Daryaz) är ett geografiskt och kulturellt område i nordvästra Iran. Mukryan som kulturell region omfattar bland annat städerna Mahabad, Bukan, Piranshahr, Sardasht, Oshnaviyeh och Naghadeh. Området utgjorde tidigare ett kurdiskt emirat.